# Gomiécourt South Cemetery
Le Gomiécourt South Cemetery  est un cimetière militaire de la Première Guerre mondiale, situé sur le territoire de la commune de Gomiécourt, dans le département du Pas-de-Calais, au sud d'Arras.

## Localisation
Ce cimetière est situé à 1 km au sud-est de la commune, au milieu des cultures.

## Histoire

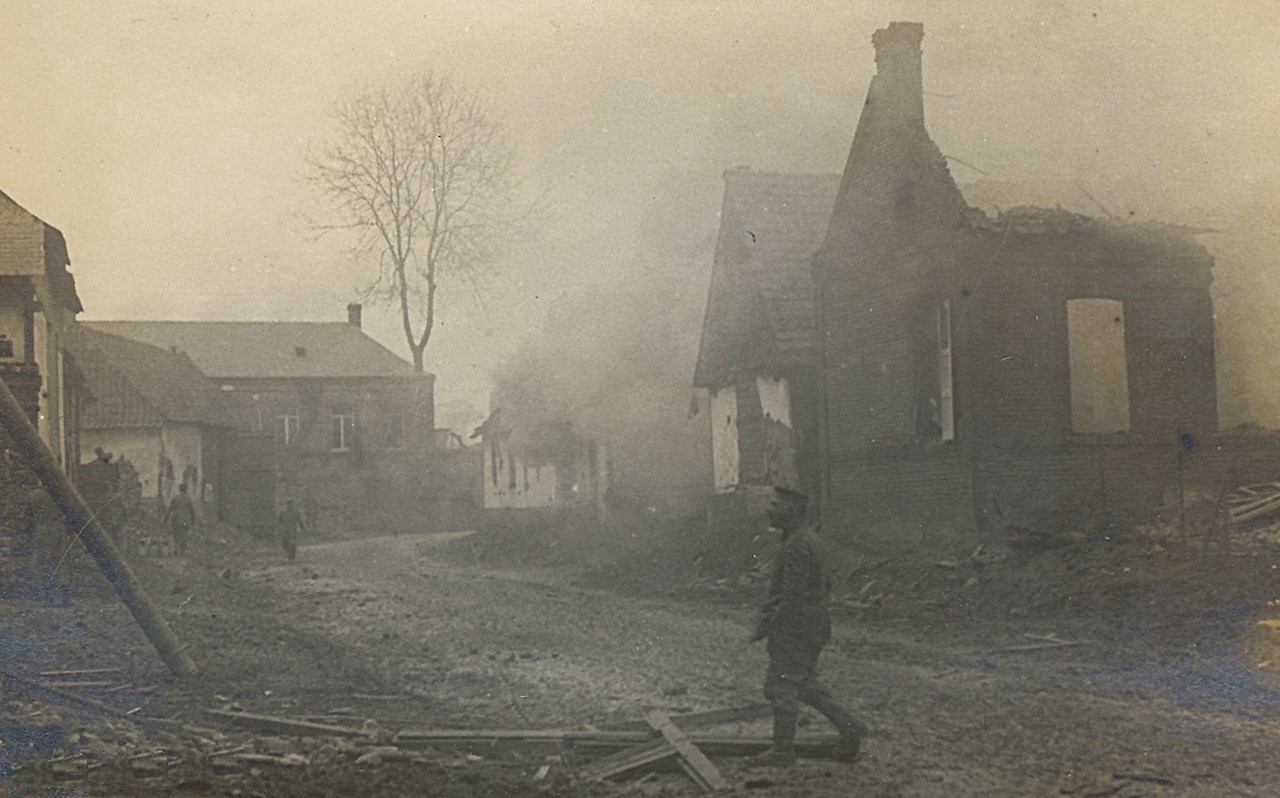
Soldats allemands pendant la destruction du village en mars 1917.

Aux mains des Allemands dès fin août 1914, le village reste loin des combats jusqu'en mars 1917, date à laquelle les Allemands évacuent tous les habitants et détruisent les habitations pour transformer la zone en un no man's land à la suite de leur retrait sur la ligne Hindenburg[réf. souhaitée].
Les ruines de Gomiécourt sont occupées par les troupes britanniques en mars 1917 après le retrait des Allemands[réf. souhaitée]. Le village est perdu en mars 1918 lors de l'offensive du Printemps de l'armée allemande et est repris définitivement  par la 3e division le 23 août 1918 lors de la percée de la Ligne Hindenburg.
Ce cimetière est créé pour inhumer les victimes des combats à la fin du mois d'août. Il comporte 206 sépultures de soldats britanniques, dont 11 ne sont pas identifiés, tous tombés en ce lieu les 24, 25 et 26 août 1918. Il comprend également 27 sépultures allemandes qui forment une parcelle séparée du côté sud-ouest.

## Caractéristiques
Ce cimetière, au plan quasi rectangulaire, est entouré d'un muret de briques.

## Sépultures
| Pays        | Sépultures |
| ----------- | ---------- |
| Royaume-Uni | 206        |
| Allemagne   | 28         |
| Total       | 234        |

## Galerie

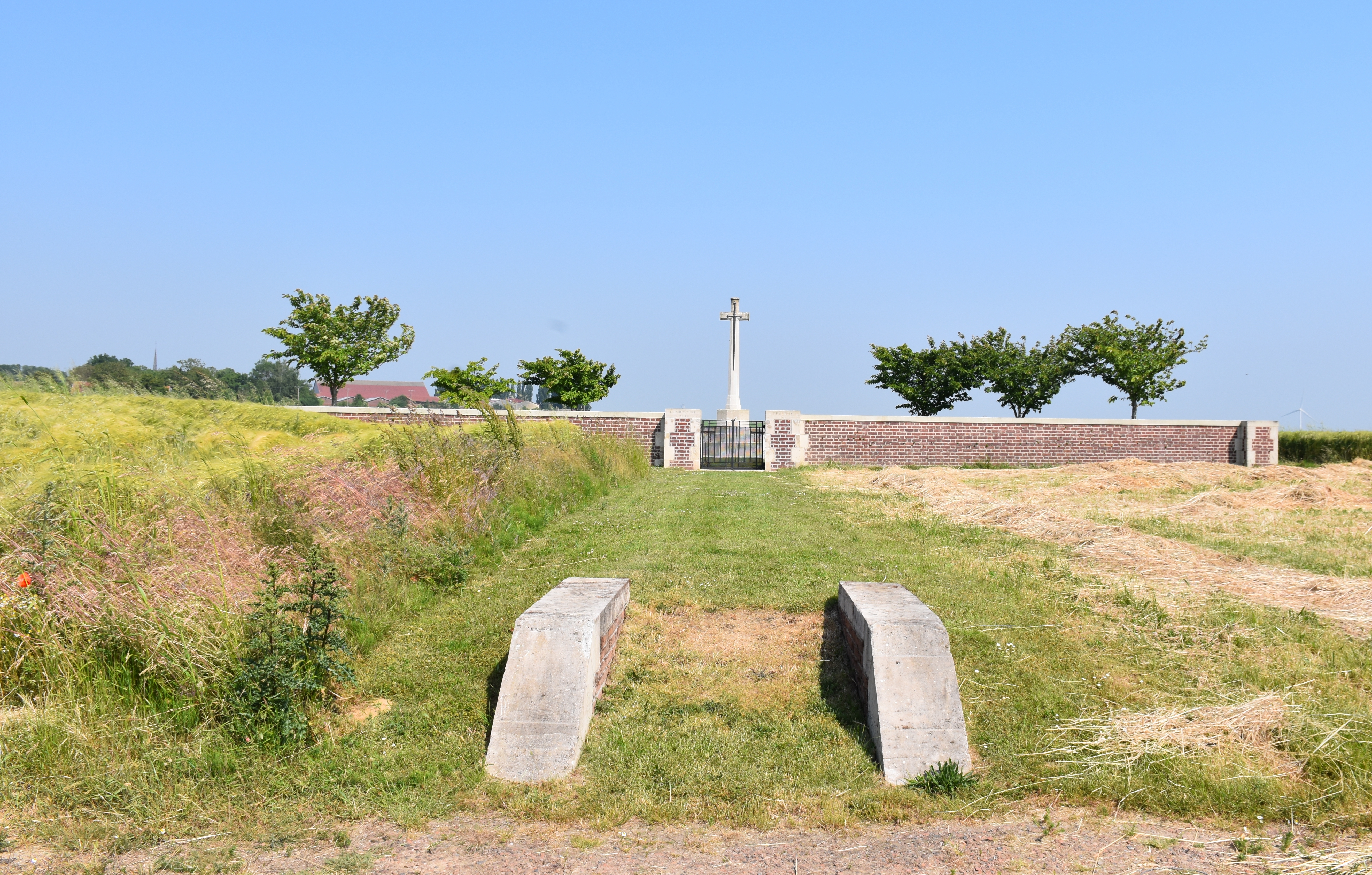
Sentier pour accéder au cimetière.
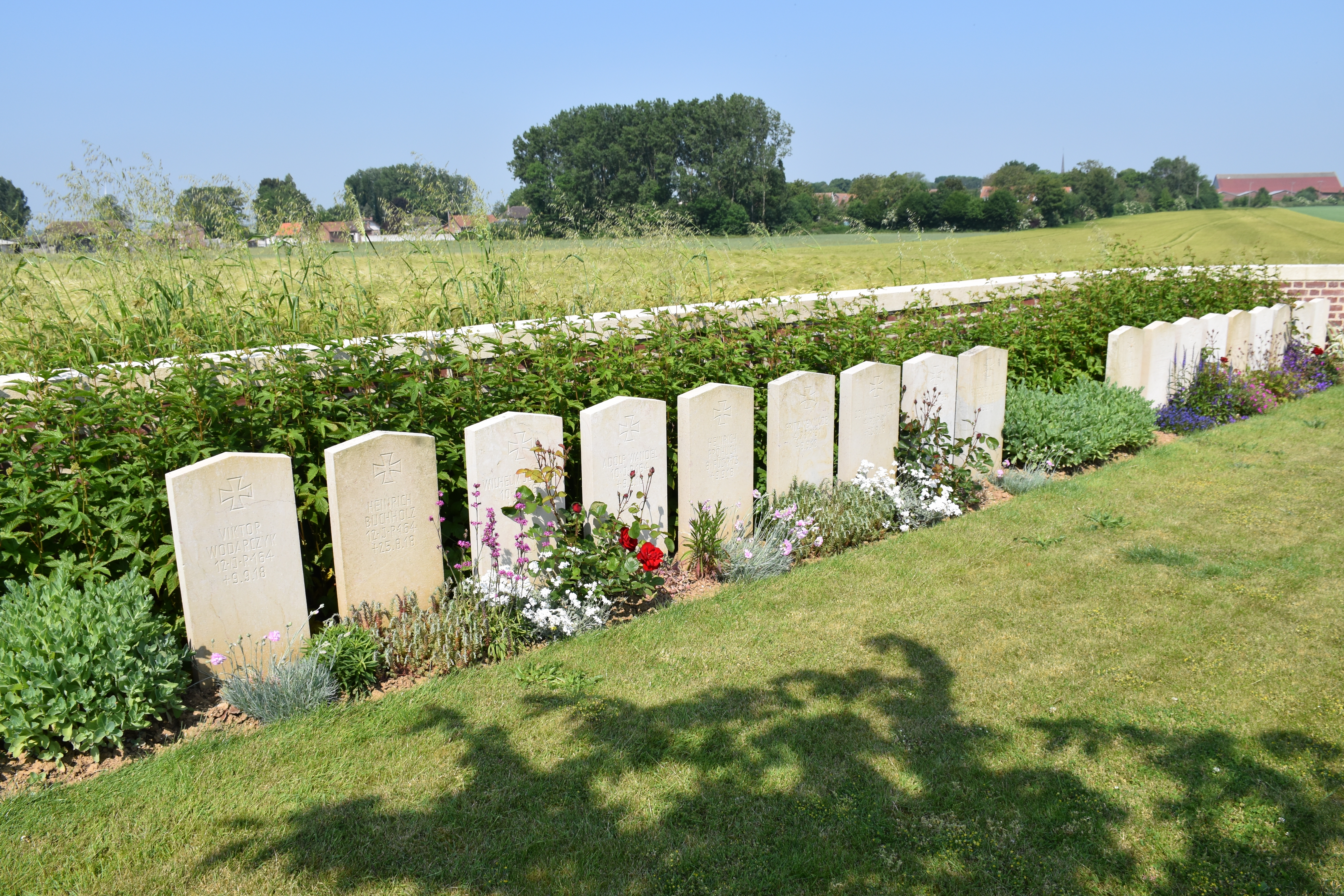
Tombes des soldats allemands.
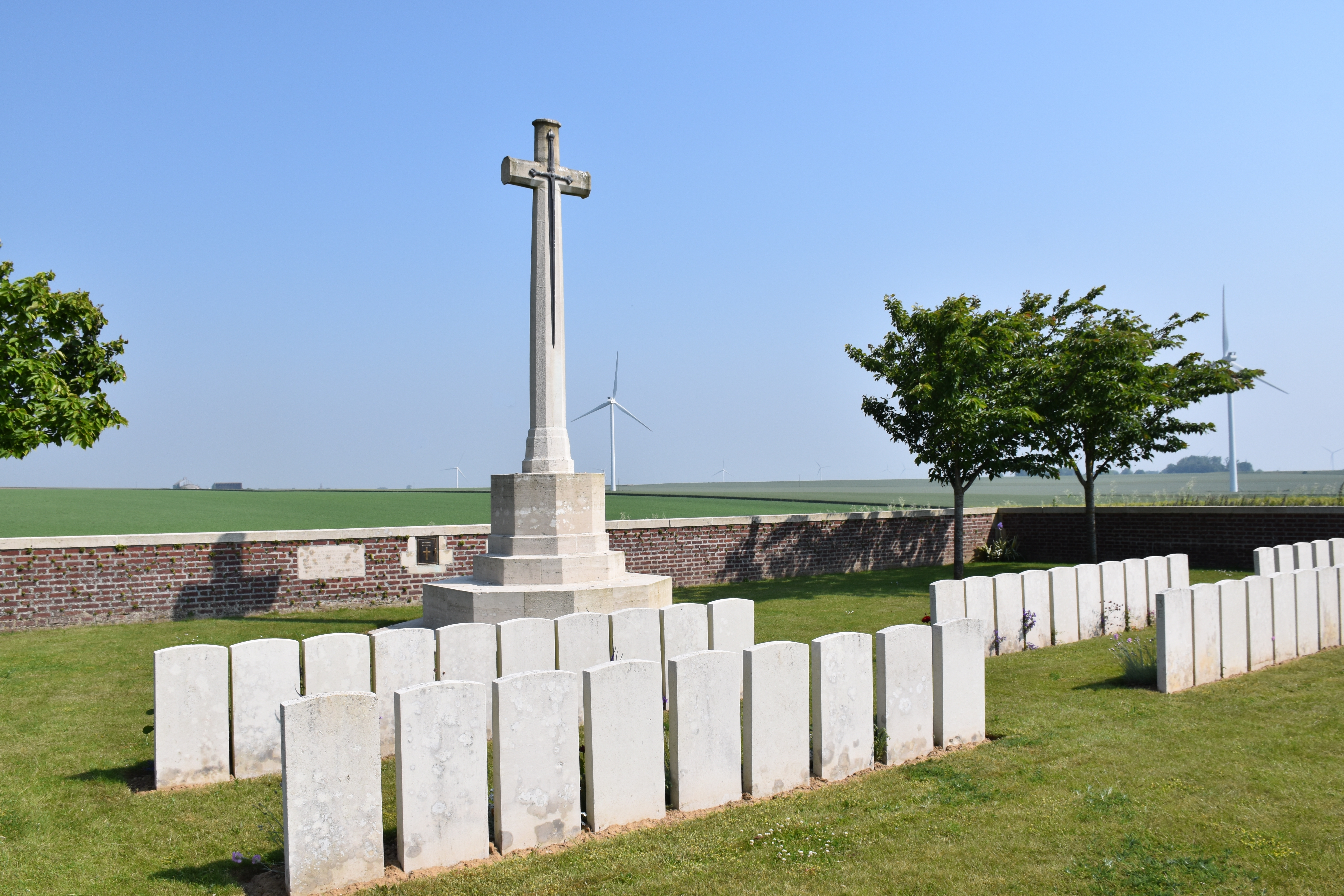
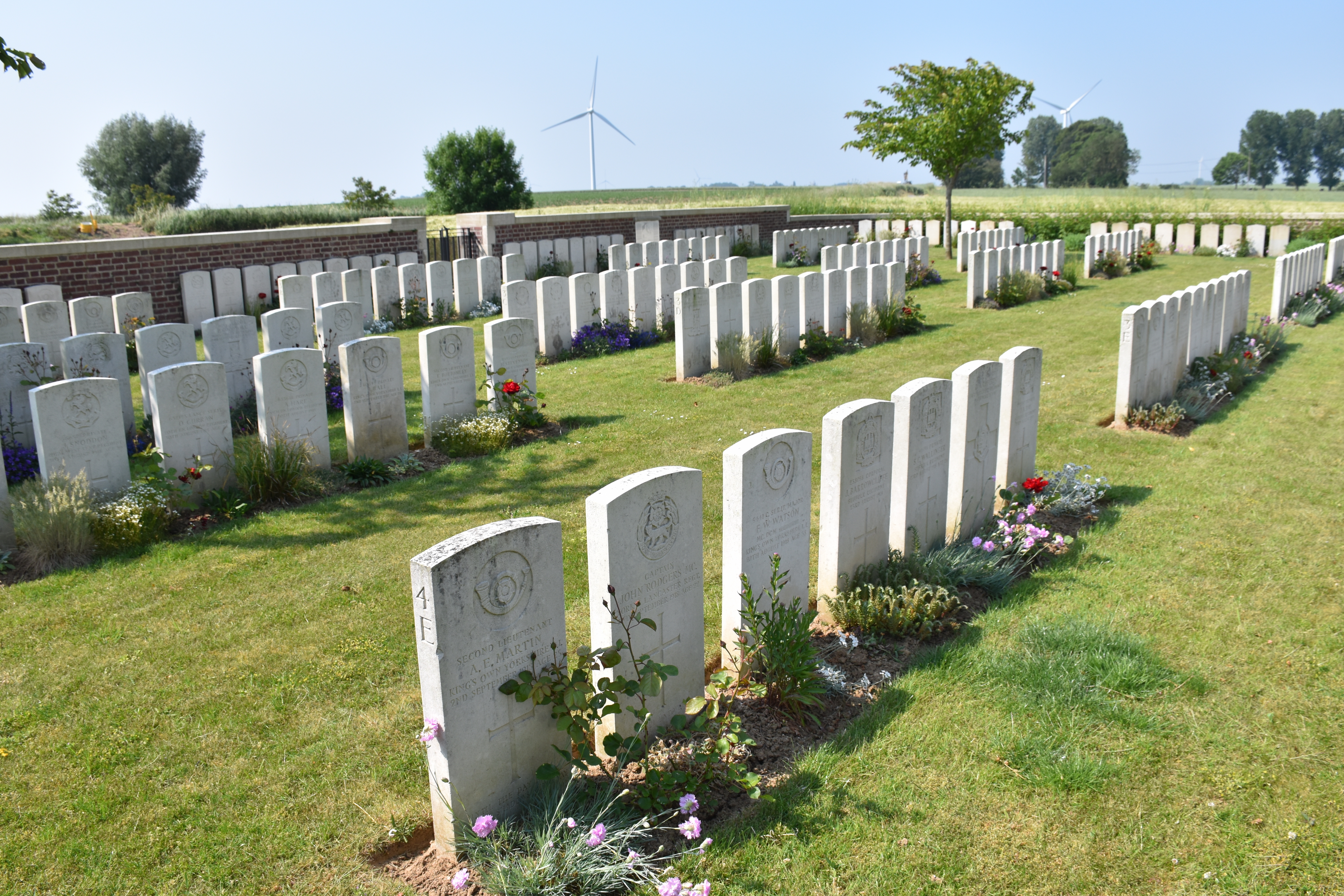
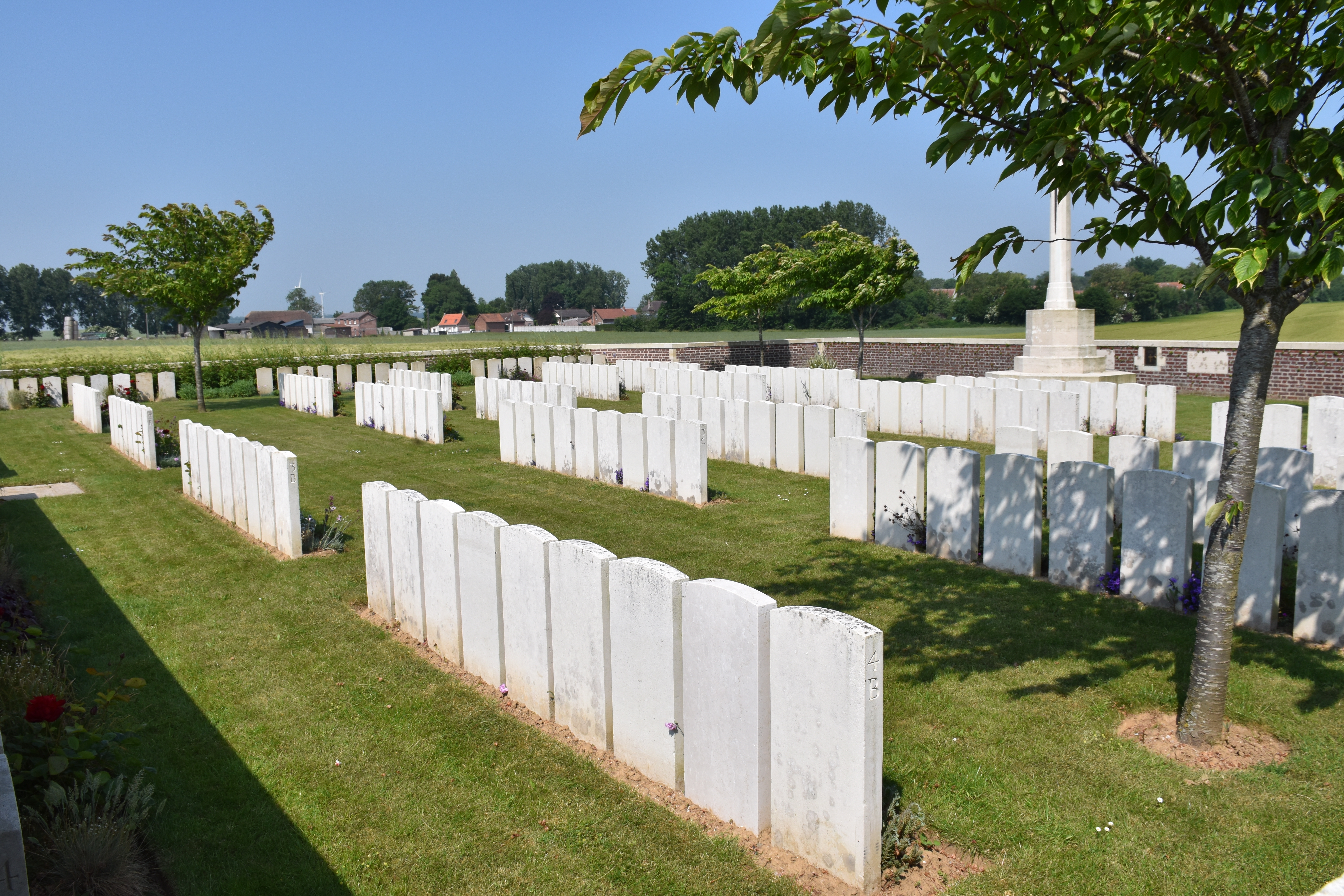
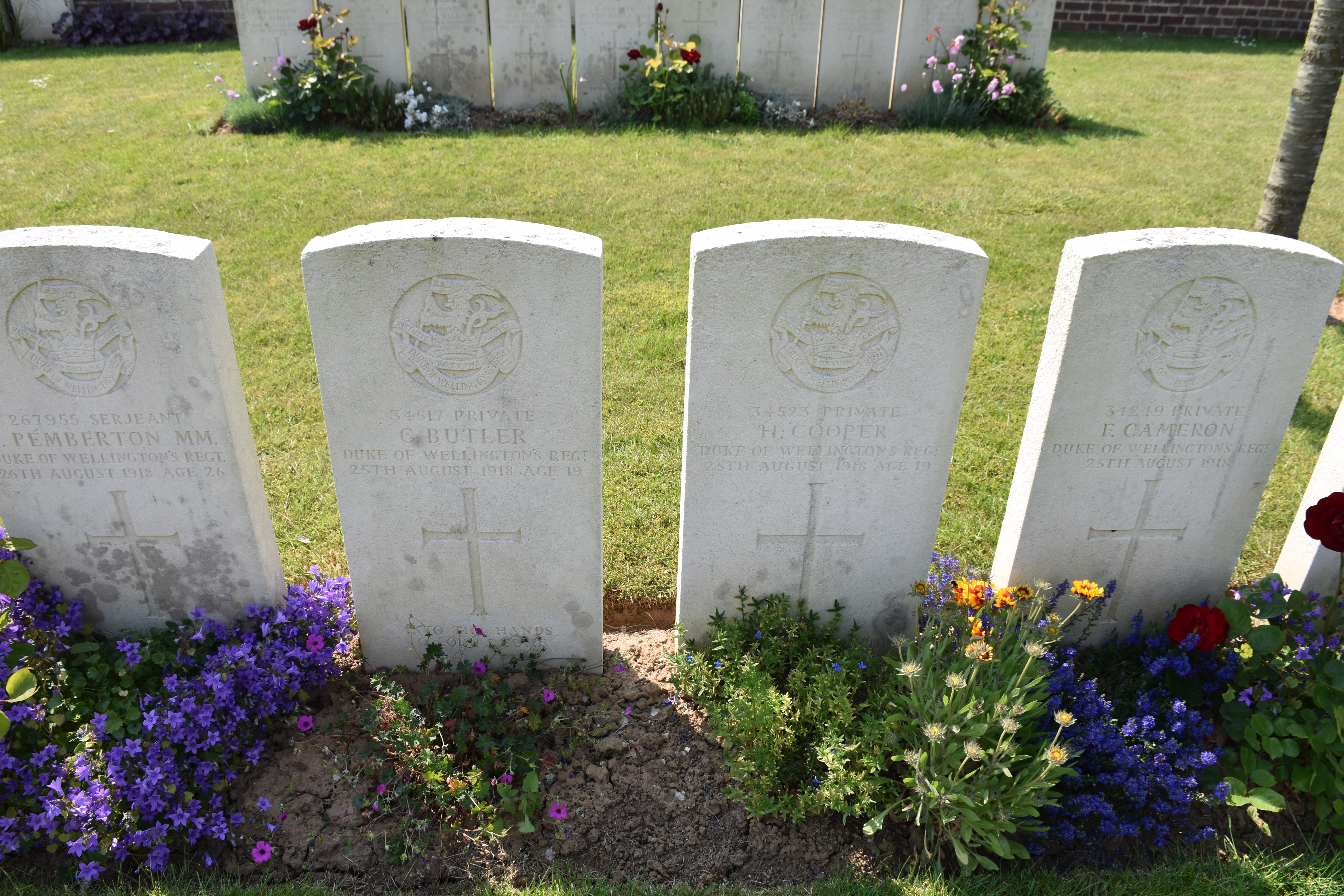
Tombes de soldats du Duke of Wellington's Regiment.
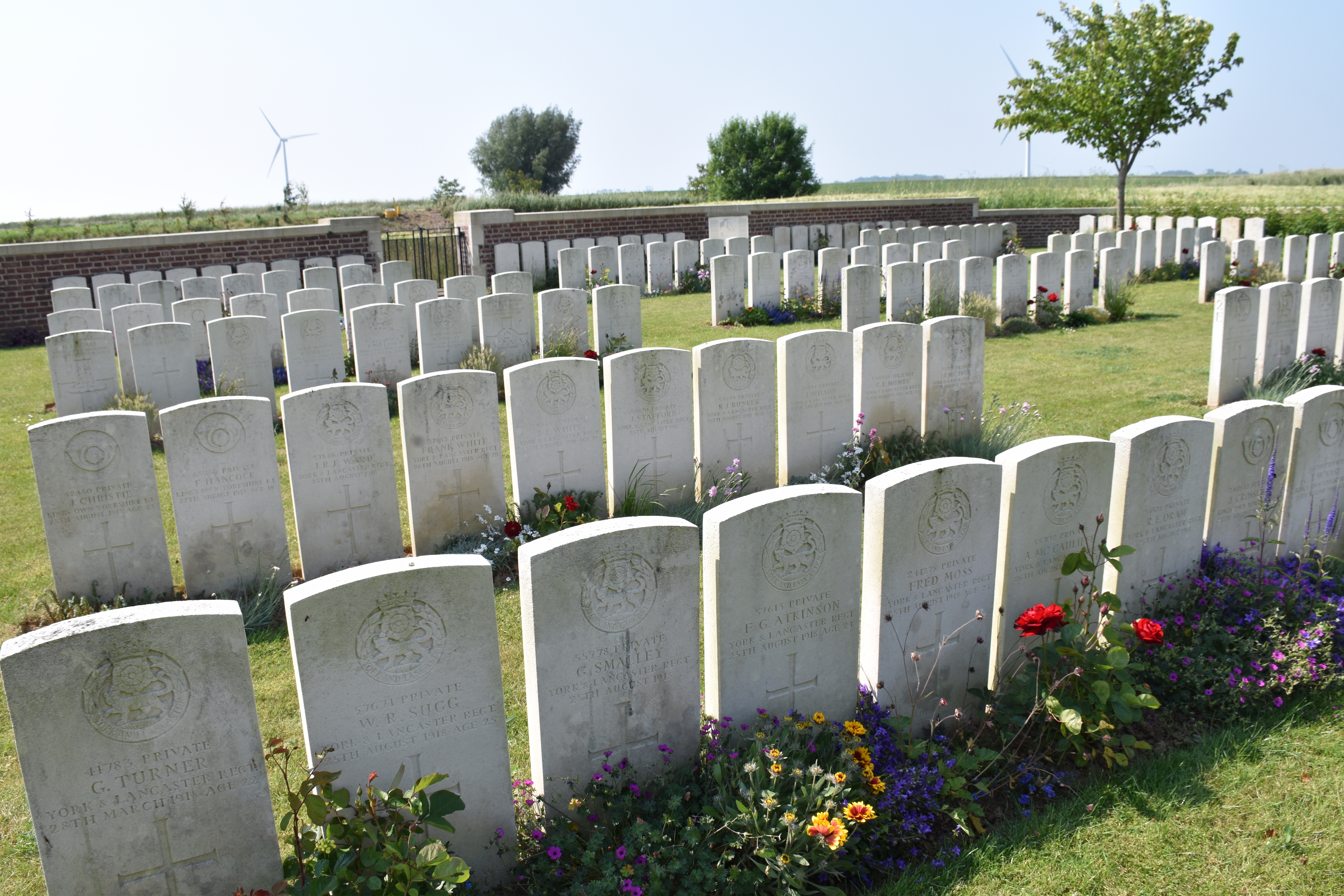